# 冷却

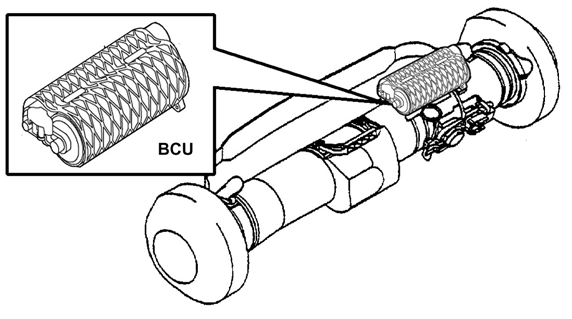
电池冷却单元

冷卻（Cooling）是内部热能通过熱輻射、热传导或对流传热给环境介质的过程。

## 技術
- 風冷、水冷、霧冷（以超音波震盪水，使之霧化，藉以降低空氣溫度）
- 壓縮機與冷媒
- 熱電冷卻（Thermoelectric cooling）
- 散热片、風扇、無葉風扇
- 雷射冷卻（基於都普勒效應）
- 磁熱效應（英语：Magnetic refrigeration）（magnetocaloric effect）
- 换热器、冷凝器、熱導管
- 冷卻塔，用於辦公大樓的中央空調系統，或大型工业厂房和發電廠

## 物理極限
絕對零度是冷卻技術上的物理極限。

## 應用
- 空氣調節、暖通空調
- 冰箱（食品保存的冷藏或冷凍）
- 電腦硬體冷卻
- 人體冷凍技術
- 精液冷凍貯藏、卵子冷凍貯藏

## 相關
- 隔熱與遮陽
- 隔熱膜、窗簾、百葉窗、无动力制冷、被动式节能屋